# فاسيل كيلموف
فاسيل كيلموف (بالأوكرانية: Клімов Василь Ігорович)‏ هو لاعب كرة قدم أوكراني في مركز الوسط، ولد في 26 يونيو 1986 في كريمنشوك في أوكرانيا. لعب مع نادي فورسكلا بولتافا.

## وصلات خارجية
- فاسيل كيلموف على موقع اتحاد أوكرانيا (الإنجليزية)
- فاسيل كيلموف على موقع قاعدة بيانات كرة القدم.إي يو (الإنجليزية)
- فاسيل كيلموف على موقع Soccerway.com (الإنجليزية)